# Marcel Parent (escrime)
Pour les articles homonymes, voir Marcel Parent.
Marcel Parent, né le 25 octobre 1934 à Paris, est un sabreur français. 

## Carrière
Marcel Parent commence l'escrime au fleuret en 1945 au retour de captivité de son père, le maitre Augustin Parent. Il est international junior jusqu'en 1952, date à laquelle le président de la Fédération française d'escrime demande la formation de sabreurs, discipline dominée par la Hongrie et la Pologne.
Il débute à cette arme et mettra trois ans avant de la maitriser totalement et de devenir champion de France OSSU, champion de France moins de 20 ans et médaille d'argent au championnat du monde des moins de  20 ans en 1955 à Budapest, derrière un Hongrois mais devant trois autres.
Il gagne plusieurs tournois en Île-de-France et est sélectionné en équipe de France pour les Jeux méditerranéens de Barcelone en 1955 où il obtient la médaille d'argent par équipe. Suit alors un long silence dû à un service militaire de 30 mois passé d'abord en tant qu'élève officier de réserve puis à Joinville. A cette date, le Centre sportif des forces armées, petite structure ne se composant que de sportifs de haut niveau devient un bataillon de marche d'infanterie.
Seul officier du contingent, Marcel Parent participe à l'incorporation de 150 Bleus du tout-venant qu'il emmènera faire leurs classes au camp de Frileuse en tant que chef de centre, épaulé par quatre gendarmes. Six mois plus tard, mission accomplie, il croit son pensum terminé mais est envoyé en Algérie, en plein plan Challe, dans une ferme isolée. Il la fortifie et organise patrouilles et embuscades. Il commence la construction d'un chantier d'adduction d'eau exécuté sous la protection d'une harka qu'il a formée. Il rentre fin 1957 à Joinville, amaigri de 6 kilos. Son état de forme est peu propice à la reprise de l'entrainement. Ce dernier n'intervient qu'en 1959. Cette année-là, il commence sa vie professionnelle et se marie.
Marcel Parent devient alors, pendant neuf ans, un des piliers de l'équipe nationale. Il participe aux Jeux olympiques de Rome en 1960, aux championnats du monde à Turin en 1961. En 1962, aux championnats du monde à Buenos Aires, il termine 7e en individuel. En 1963, il est aux championnats du monde à Gdańsk puis aux Jeux olympiques de Tokyo en 1964. À ces Jeux, Marcel Parent termine 6e en individuel et 4e par équipe. 
Il est médaillé de bronze par équipe aux championnats du monde 1965 à Paris, aux championnats du monde 1966 à Moscou ainsi qu'aux championnats du monde 1967 à Montréal. Marcel Parent achève sa carrière, aux Jeux olympiques de Mexico en 1968. Il est éliminé au deuxième tour de l'épreuve individuelle et termine quatrième par équipe. Marcel Parent est champion de France toutes catégories en 1967 et 1968.
Conscient de ce que l'escrime lui avait apporté, il continue à arbitrer la discipline du sabre qu'il pratiquait au plus haut niveau depuis une dizaine d'années, jusqu'aux Jeux de Munich en 1972.  Durant tout cette période et jusqu'aux années 1980, le maître Parent, devenu un des meilleurs des maitres mondiaux, forme de nombreux champions de France juniors et séniors et sept internationaux dont Jean-François Lamour qui fut deux fois champion olympique et champion du monde.
Après sa carrière sportive, amateur pur, Marcel Parent fait carrière dans un grand cabinet-conseil européen en tant que spécialiste du diagnostic industriel et du cost killing. Il crée ensuite son propre cabinet qui  l'amènera à assumer des intérims de direction pour des entreprises en difficulté. Il prend sa retraite en 2000. Il se partage entre la région parisienne et la côte catalane française où il entretient une vigne produisant du raisin pour le cru Banyuls.